# Gerhard Schedlbauer
Gerhard Schedlbauer, né le 9 septembre 1978 à Graz, est un joueur de squash représentant l'Autriche. Il atteint en mars 2000 la 137e place mondiale sur le circuit international, son meilleur classement.
Il est champion d'Autriche en 2000.

## Biographie
Gerhard Schedlbauer est titulaire d'un Magister Juris et travaille comme avocat à Graz.

## Palmarès

### Titres
- Championnats d'Autriche: 2000